# Fucellia pictipennis
Fucellia pictipennis är en tvåvingeart som beskrevs av Becker 1907. Fucellia pictipennis ingår i släktet Fucellia och familjen blomsterflugor. Inga underarter finns listade i Catalogue of Life.